# 大宜味朝德
大宜味朝德（1897年5月18日—1977年10月17日），美治琉球及沖繩縣時期政治運動家、實業家。他反對琉球「復歸日本」，主張琉球獨立。
出生於美里村泡瀨（今屬沖繩市），是琉球國第二尚氏王室旁系向氏大宜味家後裔，自沖繩立農林學校畢業後加入近衛師團。退伍後，曾為數家地方報紙工作。1929年與國吉鶴子（国吉つる子）結婚，鶴子在經濟層面上給與他很大支持。
大宜味朝德在創立「海外研究所」時，曾前往夏威夷和秘魯考察。在調查了海外沖繩移民的實際狀態後，開展移民獎勵運動，而他自己也於1940年移民到了帛琉，經營一家農場。他成為帛琉大政翼贊會的青年部長，但與日本軍方有矛盾，對國家和軍隊產生不信任感。1945年，他回到了故鄉。
1947年5月5日，在知念村的舉行戰後沖繩第一次政治集會「沖繩建設懇談會」上，他猛烈批判沖繩民政府。同年6月15日，與仲宗根源和等人在石川市成立沖繩民主同盟，大宜味擔任常務中央委員。9月10日，大宜味在美里村成立沖繩社會黨，10月20日與兼島信榮的琉球社會黨合併，改組為社會黨。社會的與沖繩民主同盟、沖繩人民黨一起，呼籲舉行知事、議會議員選舉，並謀求在美國信託統治下實現琉球獨立。1949年5月1日以後，三黨舉辦「民族戰線演舌會」，以那霸市為起點，在糸滿、石川、名護、本部、今歸仁、大宜味取得巨大成功。同年12月26日，舉辦三黨連絡協議會。在同年12月30日，民主同盟和人民黨兩黨的代表與軍政長官約瑟夫·R·希茨會談，社會黨未參加。大宜味朝德一人控制全黨的體制無法被大眾理解，隨後社會黨被邊緣化，在1952年3月2日的第一次琉球政府立法院議員總選舉中，社會黨敗北，隨後於4月7日解散。
1957年11月，中國國民黨對琉球工作機關「琉球中琉文化經濟協會」成立，由琉球銀行的總裁富原守保擔任會長、大宜味朝德擔任副會長。1958年11月，他與琉球中琉文化經濟協會台北連絡辨事處處長喜友名嗣正一起成立琉球國民黨，大宜味擔任總裁；駐扎台灣的喜友名，則擔任副黨首兼外交部長。該黨持反共主義，受到中國國民黨的强烈影響，主張琉球獨立或復歸中華民國，黨的宣言、綱領皆由喜友名起草。由於當時沖繩盛行「日本復歸論」，其獨立論被評論為「不合時宜」。同年12月，他向琉球列島高級專員唐納德·P·布思提出成立「琉球自衛隊」的請求。
1972年，沖繩復歸日本，他依然堅持琉球獨立論，並聲稱琉球是「世界的琉球」，主張廢除年號。1977年，大宜味朝德去世，琉球國民黨也在他死後停止存在。著有《南洋群島案内》。
《沖繩通信》的記者比嘉康文，將大濱孫良、崎間敏勝、野底武彥、新垣弓太郎、大宜味朝德和喜友名嗣正列為六位影響琉球獨立運動的重要人物。